# Чиркин, Павел Александрович
Павел Александрович Чиркин (1920 — 2013) — советский военачальник, генерал-майор (1963). Начальник Высшего пограничного военно-политического Краснознамённого училища КГБ СССР имени К. Е. Ворошилова (1970—1982).

## Биография
Родился 1 июня 1920 года в городе Ветлуга Нижегородской губернии.
В 1939 году призван в ряды РККА и направлен в Главное управление пограничных войск НКВД СССР для обучения в Ново-Петергофском военно-политического училище пограничных и внутренних войск НКВД СССР имени К. Е. Ворошилова, которое окончил в 1941 году. С 1941 года в войсках НКВД СССР и в качестве политрука пулемётной роты стрелкового полка НКВД по охране тыла Западного фронта, участник Великой Отечественной войны, в августе в период Смоленского сражения в бою под городом Белый дважды получил тяжёлое ранение, после которого лечился в военном госпитале.
С конца 1941 года в пограничных войсках НКВД: с 1941 по 1942 год — политический руководитель погранзаставы 42-го Гадрутского (Дербентского) пограничного отряда Азербайджанского пограничного округа НКВД. С 1942 по 1944 год — партийный организатор пограничной комендатуры 39-го Октемберянского пограничного отряда Армянского пограничного округа НКВД. С 1944 по 1946 год — помощник начальника политического отдела по комсомолу Литовского пограничного округа НКВД, участник боевых действий против абверовских разведывательно-диверсионных групп и вооружённых формирований Литовской освободительной армии. 
С 1946 по 1950 год обучался на пограничном факультете Военного института МГБ СССР имени Ф. Э. Дзержинского. С 1950 по 1954 год служил в составе Прибалтийского пограничного округа в должности начальника политотдела — заместителя начальника 102-го Выборгского пограничного отряда имени С. М. Кирова. С 1954 по 1959 год служил в Штабе ГУПВ в должности заместителя начальника отдела кадров и одновременно с 1957 по 1959 год являлся — секретарём парткома ГУПВ КГБ.
С 1960 по 1963 год — заместитель, в 1963 году — начальник штаба и первый заместитель начальника Западного пограничного округа. С 1963 по 1970 год — заместитель начальника Политуправления Главного управления пограничных войск КГБ СССР. С 1970 по 1982 год — начальник Высшего пограничного военно-политического Краснознамённого училища КГБ СССР имени К. Е. Ворошилова (Голицыно, Московская область). 23 октября 1980 года Указом Президиума Верховного Совета СССР за успехи в подготовке кадров училище под руководством П. А. Чиркина было награждено орденом Октябрьской Революции. За время руководства училищем П. А. Чиркина было выпущено около 2198 офицера, из них 286 офицеров получили диплом с отличием, а 85 офицеров с золотой медалью.
Скончался 13 мая 2013 года в Москве.

## Награды
- Орден Красного Знамени ;
- Орден Отечественной войны I степени;
- два ордена Красной Звезды ;
- Орден «За службу Родине в Вооружённых Силах» III степени;
- Медаль «За победу над Германией в Великой Отечественной войне 1941—1945 гг.»;
- Почётный сотрудник госбезопасности[1][2];
- Почётный гражданин Голицыно[4].